# 丸八交通
丸八交通株式会社（まるはちこうつう）は、愛知県名古屋市天白区植田西二丁目に本社を置くタクシー会社である。
代表取締役会長 森博一は、中京車体工業株式会社代表取締役会長も務める。
公職としては名古屋タクシー協会会長、全国乗用自動車連合会副会長なども務めた。

## 概要
丸八交通の社紋は、名古屋市の市章と同じく、漢数字の“八”を丸印で囲んだもの。
タクシーを31台保有。
車両はトヨタ・クラウンコンフォートとトヨタ・プリウスαとトヨタ・ジャパンタクシーとトヨタ・シエンタを採用している。
配車アプリのDiDiモビリティジャパンS.RIDEに加盟している。
車体色は全車黒色。

## グループ会社

### 関係会社
- 中京車体工業株式会社
- 株式会社ミッキー100%
- Apex株式会社100%
- 有限会社加藤ボディー100%
- 中京車体電装株式会社